# Penny Black

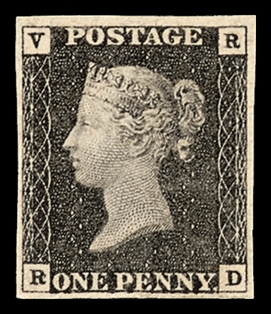
Penny Black VR (Victoria Regina)

Penny Black, tzv. černá jednopennyovka, je první poštovní známkou světa. Byla vydána ve Spojeném království 1. května 1840, s oficiálním zahájením její platnosti od 6. května. Zároveň s těmito jednopennyovkami byla do poštovního provozu uvedena známka 2 pence modrá (tatáž rytina) a tzv. Mulreadyho obálky.

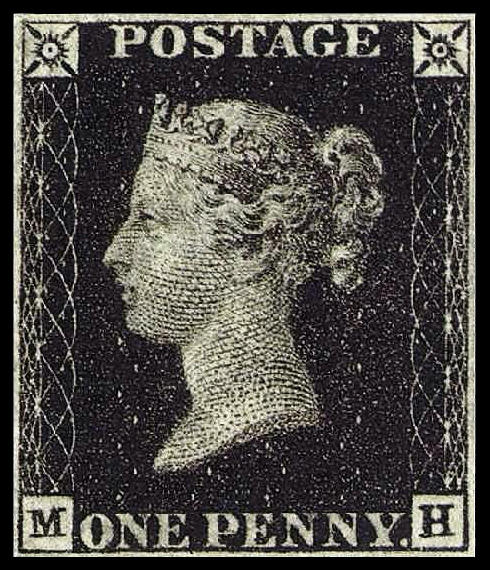
čistá
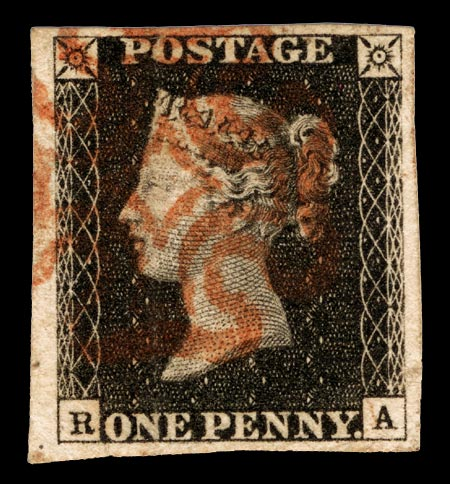
razítkovaná

S myšlenkou jednotného porta a označovaní poštovní obálky nalepovací známkou indikující, že poštovné bylo předplaceno, přišel ve Spojeném království Sir Rowland Hill. Dříve platila složitá soustava poštovních tarifů a poplatky hradil příjemce zásilky, což přinášelo řadu situací, kdy příjemce nemohl nebo nechtěl zásilku převzít. Sir Rowland Hill byl známý a neúnavný prosazovatel a později realizátor britské poštovní reformy. Dobře si také uvědomoval, že je nutné, aby známka byla stejně tak obtížně padělatelná jako bankovky.
Roku 1839 vyhlásilo britské ministerstvo financí soutěž na návrh první známky, ale žádný z návrhů nebyl přijat. Nakonec bylo rozhodnuto, opět z podnětu R. Hilla, aby byla použita podobizna královny Viktorie. Přesným podkladem se pak stal portrét použitý na pamětní medaili vydané u příležitosti návštěvy Londýna v roce 1837 (tvůrce medaile Wiliam Wyon). Návrh pro známku zhotovil Henry Corbould a samotnou rytinu zhotovili Charles Heath a jeho syn Frederick.
V horní části známky je slovo „POSTAGE“ a v dolní části „ONE PENNY“, jako označení předplacené částky. Na pozadí portrétu je jemná rytina s geometrickými tvary. Dva horní rohy nesou hvězdicový motiv a dolní obsahují písmena, která označují pozici známky na tiskovém archu. „AA“ tedy označuje známku vlevo nahoře a „TL“ známku vpravo dole. Archy se skládaly z 240 známek ve 20 řadách a 12 sloupcích. Známky byly tištěny na tiskařském stroji patentovaném roku 1819 J. Perkinsem, v černé barvě, na archy známkového papíru s průsvitkou „Koruna“. Archy se pak neperforovaly a jednotlivé známky se z nich na poštovních úřadech odstřihávaly.
Již v roce vydání Penny Black se ukázalo, mj., že červená razítka jsou na černém pozadí špatně viditelná a že červená razítková barva jde lehce odstranit a známky se tedy mohou i po použití dostat znovu do oběhu. V roce 1841 přešlo ministerstvo financí k vydání nové emise tzv. Penny Red s pokynem k razítkování černou barvou, což bylo efektivnější a barva razítka stálejší. Přesto všechno docházelo k občasnému zneužití. V roce 1864 tak byly hvězdy v horních rozích nahrazeny písmeny jako dole, ale v obráceném pořadí.
Penny Black byla tištěna z 11 tiskových desek, s tím, že u 1. desky se rozlišují dvě samostatné desky (1a, 1b). Z přepracované 1. desky byla též již v dubnu 1840 tištěna i vzácná Penny Black VR (Victoria Regina), první služební známka světa, určená pro frankování korespondence vysokých úřadů.

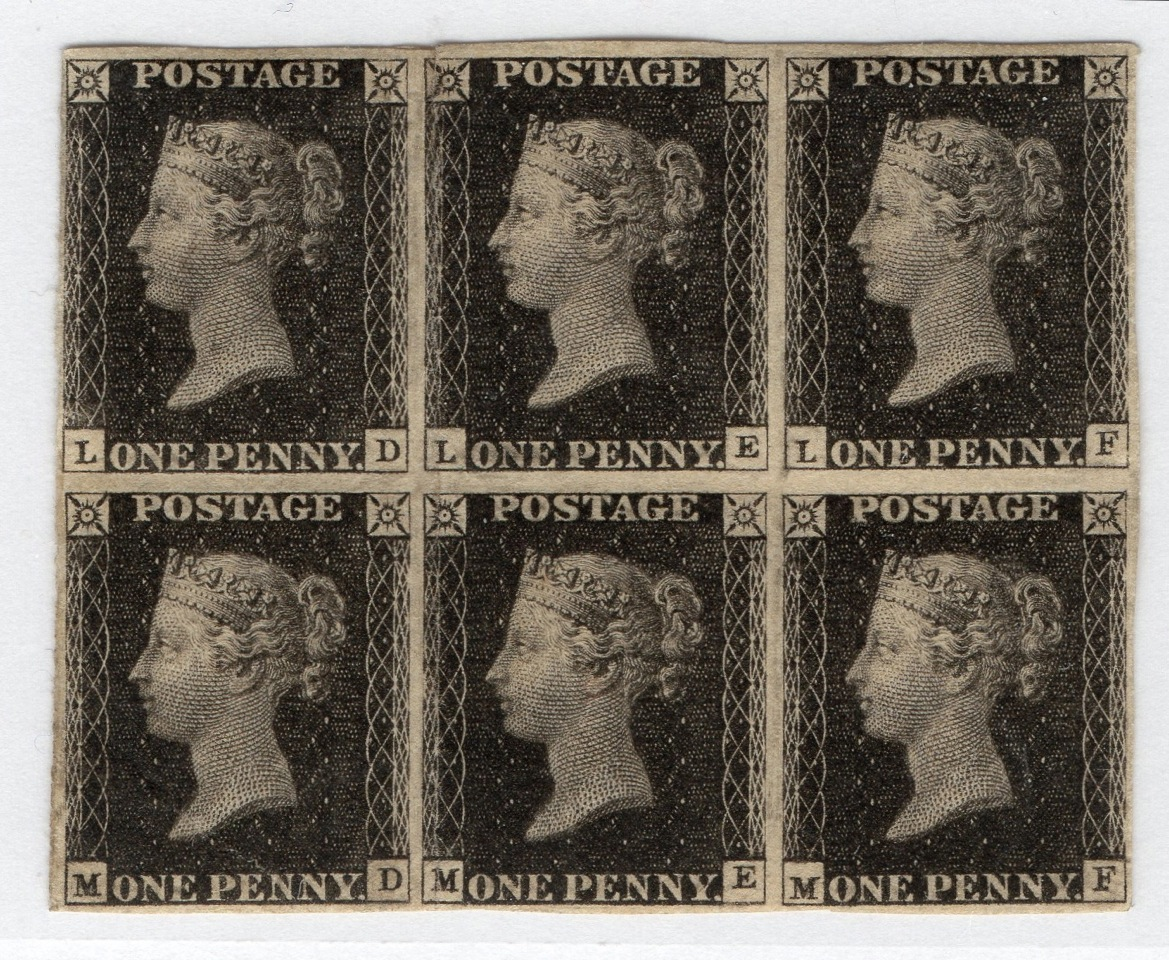
Unikátní dochovaný 6-blok z 11. desky

Z tiskových desek je nutno zmínit zvláště desku č. 11, jež byla původně určena výhradně pro tisk nových červených známek, vydání 1841. Malé množství známek však bylo z desky 11 tištěno v černé a ty patří mezi extrémně vzácné Penny Black.
Poštovně použité Penny Black, zejména z tiskových desek 1-9, nejsou výrazně vzácnými známkami. Bylo vydáno 286 700 archů, tj. přes 68,8 mil. známek a většina byla užita na frankování dopisů v poštovním provozu a část z nich, na dopisech nebo jako odlepené se dochovala dodnes. Velmi vzácnými jsou ale Penny Black nepoužité, tedy „čisté“. Ty na filatelistickém trhu dosahují vysokých cen a jsou předmětem investičního zájmu. Existuje také jediný dochovaný arch čistých Penny Black a je uložen v Britském poštovním muzeu. Mezi dopisy s jednopennyovkami existují rarity odeslané oproti předpisu již 1. a 2. května 1840.